# Cueva Animal Flower
Cueva Animal Flower (en inglés: Animal Flower Cave) es una cueva que se encuentra en los acantilados de North Point, Saint Lucy, Barbados. Es la única cueva de mar solitaria accesible en la isla. Fue descubierta a través de su entrada marina en 1780 por dos exploradores ingleses. La cueva se encuentra dos metros por encima de la marca de la marea alta, aunque se cree que se formó a nivel del mar. Esto ha ocurrido porque Barbados está aumentando a razón de 1 pulgada cada 1000 años.
Hay pasos de coral que llevan abajo de la cueva y que fueron construidos en 1912. Dentro de la cueva hay anémonas de mar que son llamadas localmente flores animales, nombre con el cual también se conoce a la cueva.